# Броуд-пік
Броуд-пік (раніше вживалася назва К3; у перекладі на  мову балті — Файчан канґрі) — гора на кордоні Пакистану й Китаю, дванадцята за висотою вершина в світі. Лежить на хребті Балторо Музтаг неподалік від вершини К2 у гірському масиві Каракорум. Назва гори (англ. broad — широкий) пояснюється тим, що ширина вершини становить більше 1,5 кілометри. Окрім головної вершини висотою 8047 метрів (за іншими даними — 8051 м), гора має також центральну вершину (висота 8028 м) і північну вершину (7550 м).
Перше сходження на вершину здійснили австрійці Фріц Вінтерштеллер, Маркус Шмук, Курт Дімбергер і Герман Буль 9 червня 1957 року. На середину 2003 року було здійснено 255 успішних сходжень на вершину. Під час спроб підкорити Броуд-пік загинуло 18 альпіністів.